# Робінсон (Іллінойс)
Робінсон (англ. Robinson) — місто (англ. city) в США, в окрузі Кроуфорд штату Іллінойс. Населення — 7150 осіб (2020).

## Географія
Робінсон розташований за координатами 39°0′31″ пн. ш. 87°44′0″ зх. д. / 39.00861° пн. ш. 87.73333° зх. д. (39.008567, -87.733440).  За даними Бюро перепису населення США в 2010 році місто мало площу 12,43 км², з яких 12,27 км² — суходіл та 0,16 км² — водойми.

## Демографія
Згідно з переписом 2010 року, у місті мешкало 7713 осіб у 2856 домогосподарствах у складі 1670 родин. Густота населення становила 620 осіб/км².  Було 3248 помешкань (261/км²).
Расовий склад населення:
| - 84,7 % — білих - 11,4 % — чорних або афроамериканців - 0,8 % — азіатів - 0,1 % — корінних американців - 1,7 % — осіб інших рас |

До двох чи більше рас належало 1,3 %. Частка іспаномовних становила 3,6 % від усіх жителів.
За віковим діапазоном населення розподілялося таким чином: 18,6 % — особи молодші 18 років, 65,1 % — особи у віці 18—64 років, 16,3 % — особи у віці 65 років та старші. Медіана віку мешканця становила 38,5 року. На 100 осіб жіночої статі у місті припадало 123,5 чоловіків;  на 100 жінок у віці від 18 років та старших — 127,9 чоловіків також старших 18 років.
Середній дохід на одне домашнє господарство  становив 54 930 доларів США (медіана — 43 563), а середній дохід на одну сім'ю — 68 483 долари (медіана — 56 563). Медіана доходів становила 42 877 доларів для чоловіків та 32 778 доларів для жінок. За межею бідності перебувало 16,0 % осіб, у тому числі 23,9 % дітей у віці до 18 років та 8,2 % осіб у віці 65 років та старших.
Цивільне працевлаштоване населення становило 2867 осіб. Основні галузі зайнятості: освіта, охорона здоров'я та соціальна допомога — 22,5 %, виробництво — 19,2 %, роздрібна торгівля — 11,8 %, мистецтво, розваги та відпочинок — 10,7 %.